# 카피바라
카피바라 또는 큰카피바라 (Hydrochoerus hydrochaeris)는 남아메리카에 서식하는 현존하는 가장 큰 설치류이다. 카피바라속의 일원이며, 유일한 다른 현존하는 종은 작은카피바라(Hydrochoerus isthmius)이다. 가까운 친척으로는 기니피그와 바위캐비가 있으며, 아구티, 친칠라, 뉴트리아와는 더 먼 관계이다. 카피바라는 사바나와 울창한 숲에 서식하며, 물이 많은 수역 근처에 산다. 매우 사회적인 종으로, 최대 100마리까지 무리를 지을 수 있지만 보통 10~20마리씩 무리를 이룬다. 카피바라는 고기와 가죽, 두꺼운 지방질 피부에서 얻는 기름을 목적으로 사냥된다.

## 어원
일반적인 이름은 투피어 ka'apiûara 카아피우아라에서 파생되었는데, 이는 kaá 카(잎) + píi 피(가는) + ú 우(먹는) + ara 아라(동작주 명사를 위한 접미사)의 복잡한 응집어이며, "가는 잎을 먹는 자" 또는 "풀을 먹는 자"를 의미한다. 속명인 Hydrochoerus는 고대 그리스어 ὕδωρ(hýdor "물")와 χοῖρος(choíros "돼지")에서 유래했으며, 종명인 hydrochaeris는 그리스어 ὕδωρ (hýdor "물")와 χαίρω (chairo "기쁘다, 즐기다")에서 유래했다.

## 분류 및 계통발생
카피바라와 작은카피바라는 모두 카피바라아과에 속하며, 바위캐비와 함께 분류된다. 현존하는 카피바라와 멸종된 친척은 이전에는 고유의 과인 카피바라과(Hydrochoeridae)로 분류되었다. 2002년 이후, 분자 계통 발생 연구는 카피바라속과 케로돈 사이의 밀접한 관계를 인식하여 두 속을 천축서과의 아과로 배치하는 것을 지지한다.
고생물학적 분류는 이전에 모든 카피바라에 대해 Hydrochoeridae를 사용했으며, 현존하는 속과 네오코에루스(Neochoerus)와 같은 가장 가까운 화석 친척에 대해서는 Hydrochoerinae를 사용했지만, 최근에는 천축서과 내의 카피바라아과 분류를 채택했다. 화석 카피바라류의 분류 또한 유동적인 상태이다. 최근 몇 년 동안 화석 카피바라류의 다양성은 상당히 감소했다. 이는 주로 카피바라 어금니가 개체의 수명에 따라 모양에서 강한 변이를 보인다는 인식이 커졌기 때문이다. 한 예로, 어금니 모양의 차이를 바탕으로 한때 4개 속 7개 종으로 분류되었던 물질이 이제는 단일 종인 Cardiatherium paranense의 나이가 다른 개체를 나타내는 것으로 여겨진다. 화석 종 중 "카피바라"라는 이름은 카디오미스(Cardiomys)와 같은 "심장근쥐" 설치류보다 현대의 Hydrochoerus와 더 밀접하게 관련된 여러 종의 카피바라아과를 지칭할 수 있다. 화석 속인 Cardiatherium, Phugatherium, Hydrochoeropsis, Neochoerus는 모두 이 개념 하의 카피바라이다.

## 특징
카피바라는 몸통이 굵고 통통하며 머리가 짧고, 몸의 위쪽은 붉은 갈색 털로 덮여 있으며 아래쪽은 노란 갈색으로 변한다. 땀샘은 털이 있는 피부 표면에서 발견되는데, 이는 설치류 사이에서는 특이한 특징이다. 이 동물은 속털이 없고, 겉털은 바깥털과 크게 다르지 않다.
성체 카피바라는 길이가 106~134 cm까지 자라며, 기갑 (동물해부학)까지의 키는 50~62 cm이고, 보통 무게는 35~66 kg이며, 베네수엘라의 야노스 평원에서는 평균 48.9 kg이다. 암컷이 수컷보다 약간 더 무겁다. 기록된 최고 체중은 브라질 야생 암컷의 경우 91 kg, 우루과이 야생 수컷의 경우 73.5 kg이다. 또한 2001년 또는 2002년에 상파울루에서 81 kg 개체가 보고되기도 했다. 치식은 {{{상악}}}{{{하악}}}이다. 카피바라는 약간의 물갈퀴 발과 흔적기관에 가까운 꼬리를 가지고 있다. 뒷다리가 앞다리보다 약간 길며, 뒷발에는 발가락이 세 개, 앞발에는 네 개가 있다. 주둥이는 뭉툭하며 콧구멍이 있고, 눈과 귀는 머리 꼭대기 근처에 있다.
핵형은 2n = 66, FN = 102로, 총 102개의 염색체 팔을 가진 66개의 염색체가 있음을 의미한다.

## 생태

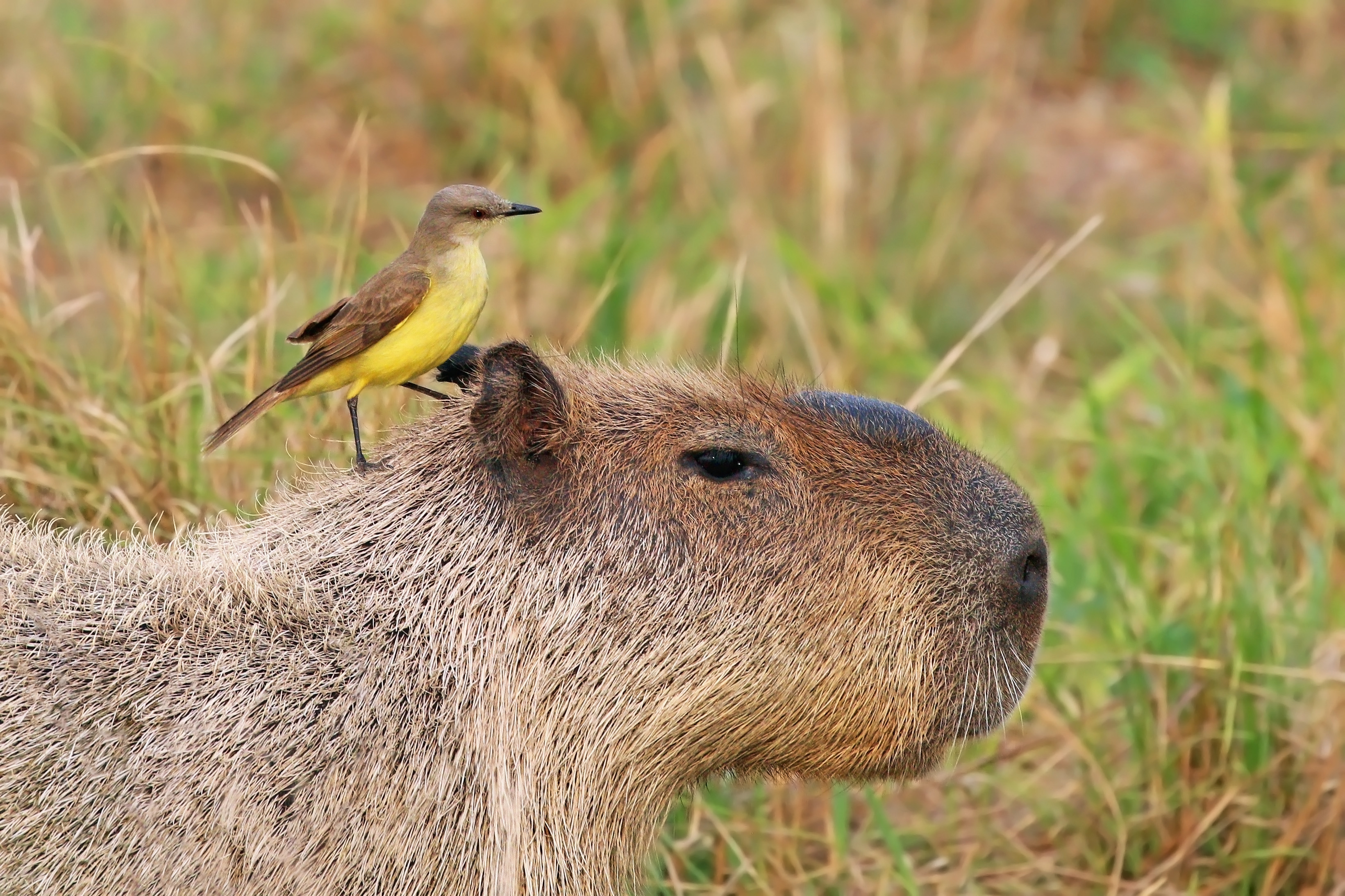
카피바라 위에 앉은 쇠꼬리열대새

카피바라는 반수생 포유류로 칠레를 제외한 남아메리카 전역에서 발견된다. 호수, 강, 늪, 연못, 습지 등 수역 근처의 울창한 숲 지역에 서식하며, 침수된 사바나와 열대우림의 강가에서도 서식한다. 수영을 매우 잘하며 물속에서 최대 5분 동안 숨을 참을 수 있다. 카피바라는 목축지에서 번성했다. 밀집된 개체군에서는 평균 10 헥타르 (25 에이커)의 서식지를 돌아다닌다.
세계 각지에서는 사육장에서 탈출한 많은 개체들도 비슷한 물가 서식지에서 발견된다. 미국 플로리다주에서는 종종 목격되지만, 번식 개체군은 아직 확인되지 않았다. 2011년에는 캘리포니아 중부 해안에서 한 마리가 목격되었다. 이러한 탈출 개체군은 선사시대 카피바라가 서식했던 지역에서 발견되는데, 플라이스토세 후기 카피바라는 플로리다주에 서식했고 Hydrochoerus hesperotiganites는 캘리포니아주, Hydrochoerus gaylordi는 그레나다에 서식했으며, 북아메리카의 야생 카피바라는 실제로 플라이스토세 종의 생태적 지위를 채울 수 있다.

### 식단 및 포식자

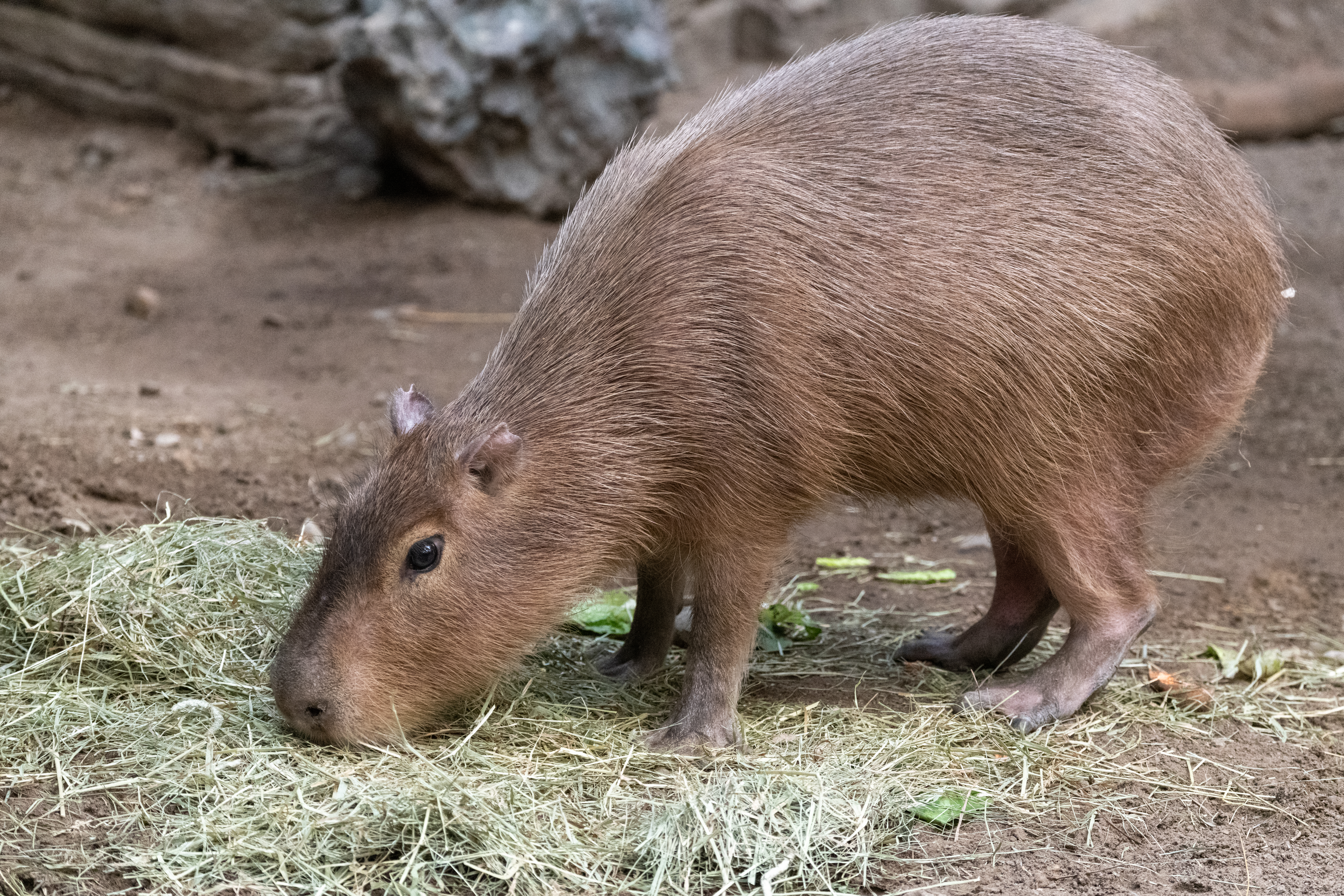
보스턴 프랭클린 파크 동물원에서 건초를 먹는 카피바라

카피바라는 주로 풀과 수생식물을 뜯어 먹는 초식 동물이며, 과일과 나무껍질도 먹는다. 매우 까다로운 식성을 가지고 있어 한 종의 잎만 먹고 주변의 다른 종은 무시한다. 건기에는 먹을 수 있는 식물이 적으므로 이보다는 더 다양한 식물을 먹는다. 우기에는 풀을 먹지만, 건기에는 더 흔한 갈대로 바꿔 먹어야 한다. 카피바라가 여름에 먹는 식물은 겨울에 영양가를 잃어 그 시기에는 섭취하지 않는다. 카피바라의 턱 관절은 수직이 아니므로, 음식을 좌우로 씹기보다는 앞뒤로 갈면서 먹는다. 카피바라는 자신의 배설물을 먹는데, 이는 정상적인 식단의 풀에 있는 셀룰로스를 소화하는 데 도움이 되는 세균성 장내 세균총의 공급원이 되며, 음식에서 최대의 단백질과 비타민을 추출하기 위함이다. 또한 소처럼 되새김질하여 음식을 다시 씹기도 한다. 다른 설치류와 마찬가지로, 카피바라의 앞니는 풀을 계속 뜯어 먹는 마모를 보상하기 위해 지속적으로 자란다. 어금니 또한 지속적으로 자란다.
가까운 친척인 기니피그와 마찬가지로, 카피바라는 비타민 C를 합성할 능력이 없으며, 사육 상태에서 비타민 C를 보충해주지 않으면 괴혈병의 징후로 치주염이 발생하는 것으로 보고되었다.
카피바라의 최대 수명은 8~10년이지만, 야생에서는 재규어나 퓨마와 같은 남아메리카 큰고양이과, 부채머리수리, 카이만, 초록 아나콘다, 피라냐와 같은 비포유류 포식자의 포식 때문에 보통 4년 이상 살지 못한다.

## 사회생활

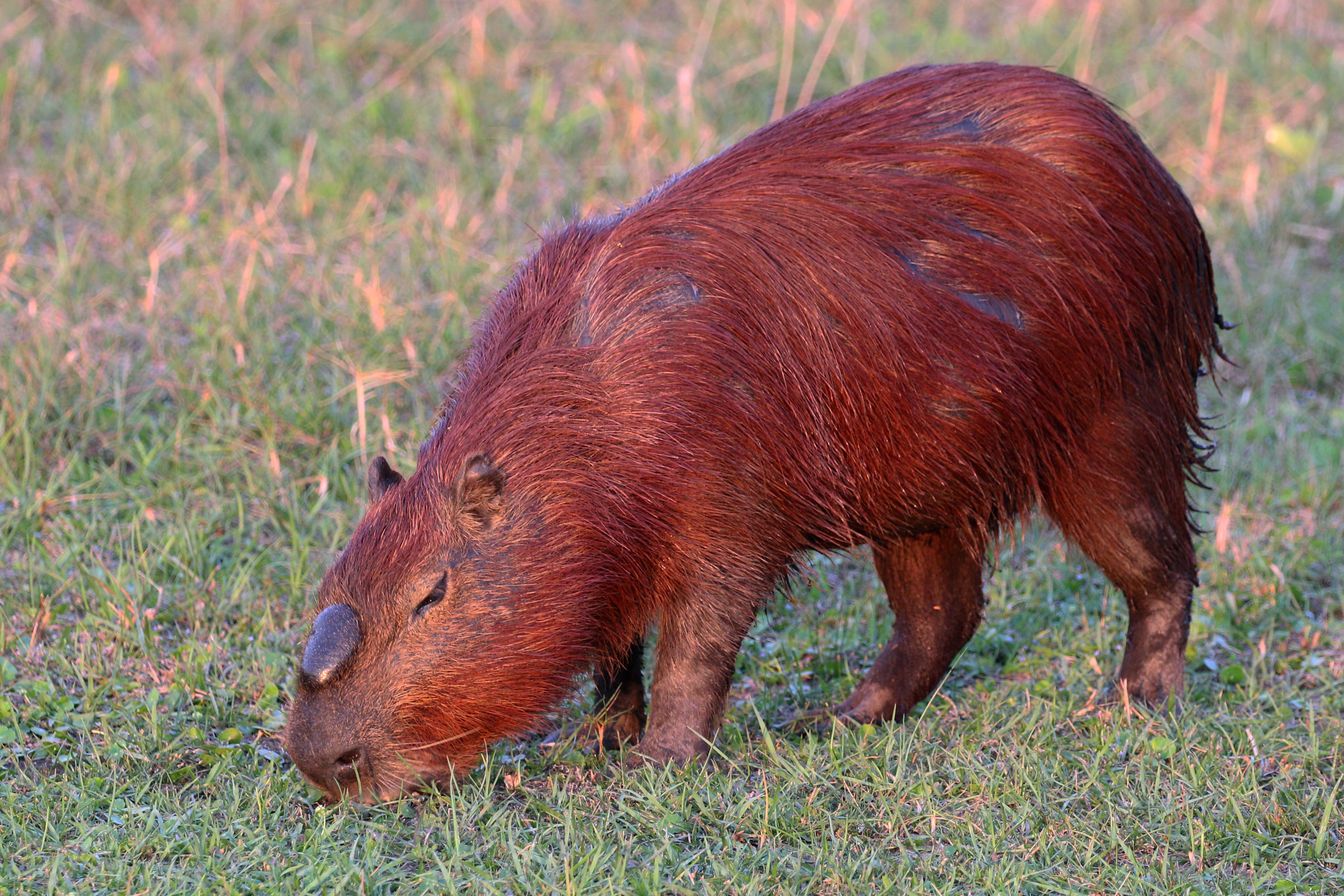
카피바라는 코에 냄새샘을 가지고 있다.

카피바라는 군거성 동물로 알려져 있다. 때로는 단독으로 생활하지만, 보통 10~20마리 정도의 무리를 지어 살아가며 수컷 성체 2~4마리, 암컷 성체 4~7마리, 나머지는 어린 개체로 구성된다. 건기에는 동물이 이용 가능한 수원 주변에 모여들기 때문에 카피바라 무리는 50마리 또는 100마리까지도 늘어날 수 있다. 수컷은 사회적 유대, 지배, 또는 일반적인 집단 합의를 형성한다. 위협을 받거나 암컷이 새끼들을 몰 때 개와 같은 짖는 소리를 낼 수 있다.
카피바라는 두 가지 종류의 냄새샘을 가지고 있는데, 주둥이에 있는 모리요(morrillo)와 항문샘이다. 암수 모두 이 샘을 가지고 있지만, 수컷은 모리요가 훨씬 크고 항문샘을 더 자주 사용한다. 수컷의 항문샘은 분리 가능한 털로 덮여 있다. 결정 형태의 냄새 분비물이 이 털에 코팅되어 식물과 같은 물체와 접촉할 때 방출된다. 이 털은 더 오래 지속되는 냄새 표지를 가지며 다른 카피바라가 맛본다. 카피바라는 모리요를 물체에 문지르거나, 덤불 위를 걸어가며 항문샘으로 표지를 남긴다. 카피바라는 소변을 통해 냄새를 더 멀리 퍼뜨릴 수 있지만, 암컷은 보통 소변 없이 표지를 남기며 전체적으로 수컷보다 냄새 표지를 덜 자주 남긴다. 암컷은 발정기인 건기에 더 자주 표지를 남긴다.

### 번식

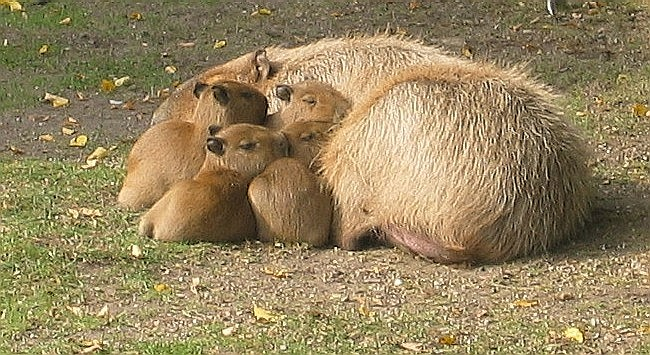
새끼 네 마리 정도를 낳는 전형적인 어미

발정기에 암컷의 냄새가 미묘하게 변하고 주변 수컷들이 뒤쫓기 시작한다. 또한 암컷은 코로 휘파람을 불어 발정기임을 수컷에게 알린다. 짝짓기 시에는 암컷이 우위와 짝짓기 선택권을 가진다. 카피바라는 물속에서만 짝짓기를 하며, 암컷이 특정 수컷과 짝짓기를 원하지 않으면 물속으로 잠수하거나 물 밖으로 나간다. 우세한 수컷은 암컷을 매우 보호하지만, 일반적으로 일부 하위 수컷의 교미를 막을 수는 없다. 무리가 클수록 수컷이 모든 암컷을 감시하기 어렵다. 우세한 수컷은 각 하위 수컷보다 훨씬 더 많은 짝짓기를 하지만, 하위 수컷 전체는 각 우세한 수컷보다 더 많은 짝짓기를 한다. 카피바라의 정자 수명은 다른 설치류보다 길다. 카피바라의 임신 기간은 130~150일이며, 평균 4마리의 새끼를 낳지만 한 번에 1~8마리를 낳을 수도 있다. 출산은 육지에서 이루어지며, 암컷은 신생아 카피바라를 낳은 지 몇 시간 내에 무리에 다시 합류하고, 신생아 카피바라는 움직일 수 있게 되면 바로 무리에 합류한다. 일주일 이내에 새끼는 풀을 먹을 수 있지만, 약 16주 동안 이유할 때까지 무리 내의 어떤 암컷에게서든 계속 젖을 먹는다. 새끼들은 주요 무리 내에서 별도의 무리를 형성한다. 이 종에서는 집단 양육이 관찰되었다. 번식은 베네수엘라에서는 4~5월에, 브라질의 마투그로수주에서는 10~11월에 절정에 달한다.

### 활동
육지에서는 상당히 민첩하지만, 카피바라는 물속에서도 마찬가지로 편안하게 지낸다. 카피바라는 뛰어난 수영선수이며, 포식자를 피하기 위해 최대 5분 동안 완전히 잠수할 수 있다. 카피바라는 코만 내밀고 물속에서 잠을 잘 수 있다. 낮 동안 기온이 오르면 물속에서 뒹굴다가 늦은 오후와 초저녁에 풀을 뜯어 먹는다. 또한 진흙탕에서 뒹굴기도 한다. 자정쯤에 쉬다가 새벽 전에 다시 풀을 뜯기 시작한다.

### 의사소통
카피바라는 짖는 소리, 짹짹거리는 소리, 휘파람 소리, 헐떡거리는 소리, 골골거리는 소리를 사용하여 의사소통한다.

## 보존 및 인간과의 상호작용
카피바라는 멸종 위기종으로 간주되지 않는다. 일부 지역에서는 사냥으로 인해 개체수가 감소했지만, 남아메리카 대부분의 지역에서 개체수는 안정적이다. 카피바라는 일부 지역에서 고기와 모피를 위해 사냥되며, 그 외에는 방목이 가축과 경쟁한다고 보는 사람들에 의해 죽임을 당한다. 일부 지역에서는 사육되기도 하는데, 이는 습지 서식지를 보호하는 효과를 가져온다. 그들의 생존은 빠르게 번식하는 능력 덕분에 도움을 받는다.
카피바라는 남아메리카의 도시화에 잘 적응했다. 많은 지역의 동물원과 공원에서 발견될 수 있으며, 사육 상태에서는 12년까지 살 수 있는데, 이는 야생 수명의 두 배가 넘는다. 카피바라는 온순하여 보통 사람들이 쓰다듬고 손으로 먹이를 주는 것을 허용하지만, 진드기가 로키산 홍반열의 매개체가 될 수 있으므로 신체 접촉은 일반적으로 권장되지 않는다. 유럽 동물원 수족관 협회는 영국의 서식스주 알프리스톤에 있는 드루실라스 공원에 카피바라 혈통서를 보관하여 유럽의 사육 개체군을 모니터링하도록 요청했다. 혈통서는 카피바라의 모든 출생, 사망, 이동 정보와 그들의 혈연 관계를 포함한다.
카피바라는 남아메리카에서 고기와 가죽을 얻기 위해 사육된다. 일부 지역에서는 고기가 먹기에 부적합하다고 여겨지지만, 다른 지역에서는 중요한 단백질 공급원으로 간주된다. 남아메리카 일부 지역, 특히 베네수엘라에서는 사순절과 고난주간 동안 카피바라 고기가 인기가 있는데, 이는 가톨릭 교회가 (전설에 따르면) 이전에 다른 육류가 일반적으로 금지되는 동안에도 카피바라를 먹는 것을 특별히 허용했기 때문이다. 베네수엘라에서는 카피바라 소비가 농촌 주민들에게만 해당된다는 인식이 널리 퍼져 있다.
2021년 8월, 아르헨티나 및 국제 언론은 부에노스아이레스 북부의 부유한 게이티드 커뮤니티인 노르델타에 카피바라가 주민을 방해하고 있다고 보도했다. 노르델타는 이 지역 카피바라의 기존 습지 서식지 위에 건설되었다. 이는 소셜 미디어 사용자에게 카피바라를 계급투쟁과 공산주의의 상징으로 농담 삼아 채택하게 했다. 브라질 라임병과 유사한 보렐리아증은 카피바라를 숙주로, 꽃진드기속(Amblyomma) 및 선관진드기속(Rhipicephalus) 진드기를 매개체로 포함할 가능성이 있다.
플로리다주 세인트오거스틴에 있는 카피바라 카페는 방문객이 설치류와 교감하고 머리를 긁어줄 수 있게 한다.

## 대중문화
이즈 샤보텐 공원과 일본의 다른 동물원은 카피바라를 위해 온천 목욕을 준비했다. 목욕하는 카피바라 영상 클립은 수백만 조회수를 기록했다. 카피바라는 "카피바라상"이라는 애니메이션 캐릭터와 봉제인형과 같은 상품 시리즈에 영향을 미쳤다.
카피바라는 오랫동안 인터넷 밈 문화에서, 특히 2020년대에 인기를 끌었다. 2022년, 아르헨티나의 페론주의자는 노르델타에서 발생한 소동 이후 카피바라를 계급투쟁의 상징으로 제시했다. 일반적인 밈 형식은 카피바라를 돈 톨리버의 노래 "애프터 파티"와 함께 사용한다.

## 같이 보기
- 요세포아르티가시아, 알려진 가장 큰 설치류로 식별된 멸종 종
- 컬로프 세포, 카피바라와 기니피그에서 발견되는 세포 유형
- 《동물보행》, 에드워드 마이브리지의 역사적인 동물 동작 영화

## 내용주
1. ↑  영어로 Capybara. 그 외에 capivara(브라질), capiguara(카피과라, 볼리비아), chigüire(치과이레), chigüiro(치과이로), fercho(페르초, 콜롬비아 및 베네수엘라), carpincho(카르핀초, 아르헨티나, 파라과이, 우루과이), ronsoco(론소코, 페루)로도 불린다.